# Estadio Óscar Quiteño
El Estadio Óscar Alberto Quiteño, también conocido como el Estadio Quiteño o simplemente Quiteño, es un estadio de fútbol ubicado en el centro de Santa Ana, en el departamento de Santa Ana, El Salvador. Alberga los partidos como local del Club Deportivo FAS de la Primera División de El Salvador. Es propiedad de la Alcaldía Municipal de Santa Ana, pero es administrado en calidad de comodato por el C.D. FAS para su cuidado y administración; y fue inaugurado el 3 de febrero de 1963 bajo el nombre de Estadio Santaneco.

## Inauguración
El estadio fue inaugurado el 3 de febrero de 1963 y construido por el Instituto de Urbanización Rural. Ostenta el nombre del portero Óscar Alberto Quiteño,   quien murió en un partido amistoso contra el Orión de Costa Rica; el referido estadio santaneco fue nombrado como Óscar Quiteño (en honor de Óscar Alberto Quiteño) el 15 de mayo de 1977; gracias a la iniciativa del profesor Fidel Antonio Magaña. El partido inaugural del estadio enfrentó al C.D. FAS y el Oro de México, el cual fue ganado por este último.

## Historia
El primer escenario futbolístico de Santa Ana fue la cancha de la Finca Modelo, donde FAS ganó sus primeros 5 campeonatos. Fue el 17 de octubre de 1962 cuando se realizó una reunión para iniciar la preparación para la construcción del nuevo estadio, el cual fue inaugurado el 3 de febrero de 1963. En el año de 1977 fue nombrado en honor al portero Óscar Quiteño, quien falleció en este estadio después de haber recibido un fuerte impacto en el pecho en un tiro libre. El inmueble pertenece a la Alcaldía Municipal de Santa Ana, pero es administrado en calidad de comodato por el C.D. FAS para su cuidado y administración.
Partidos del Campeonato de Concacaf de 1963
| 24 de marzo de 1963 | Costa Rica            | 6-0 | Jamaica               | Grupo B |
| 24 de marzo de 1963 | Antillas Neerlandesas | 2-1 | México                | Grupo B |
| 28 de marzo de 1963 | Costa Rica            | 1-0 | Antillas Neerlandesas | Grupo B |
| 28 de marzo de 1963 | México                | 8-0 | Jamaica               | Grupo B |
| 30 de marzo de 1963 | Costa Rica            | 0-0 | México                | Grupo B |
| 30 de marzo de 1963 | Antillas Neerlandesas | 2-1 | Jamaica               | Grupo B |

## Diseño

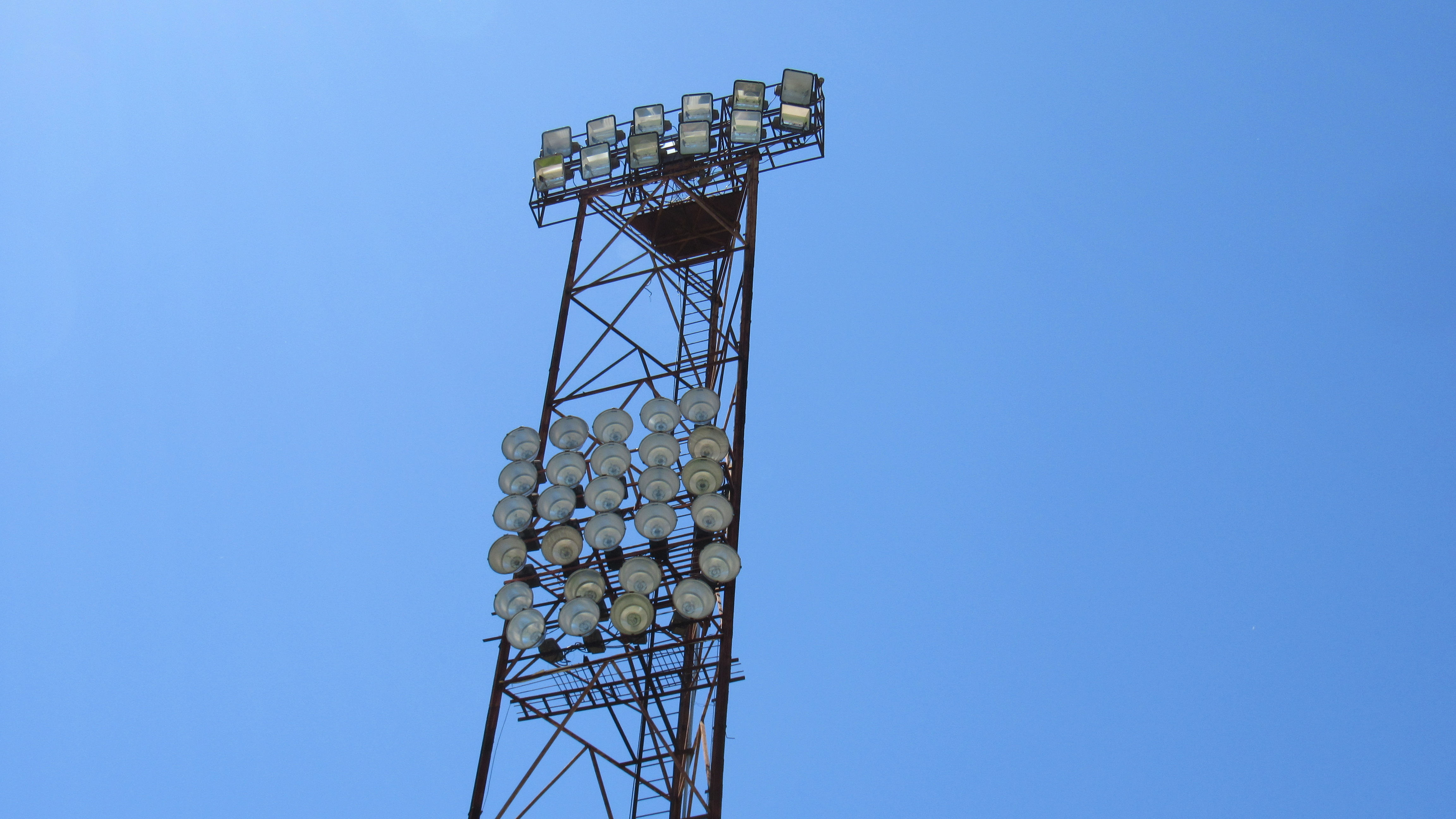
Vista de las Torres de iluminación

Tiene una capacidad para albergar a 17 500 personas, con las últimas ampliaciones que se le han hecho y es el estadio más grande de la zona occidental de El Salvador. Cuenta con 4 torres de alumbrado a cada lado, oriente y poniente cada torre tiene 2 líneas de 6 faneles y 28 halógenas para un total de 40 por torre. Además dispone de 10 puertas de acceso y 6 a la cancha, la cual está cubierta con grama Bermuda Neozelandeza y tiene una extensión de 105 x 70 metros.
En junio del año 2012 se realizaron trabajos de remodelación para que el equipo Club Deportivo FAS pudiese disputar sus juegos por el torneo Liga de Campeones de la CONCACAF, como local, dichos trabajos incluyeron la remodelación en los banquillos de jugadores suplentes y cuerpo técnico, así como el engramillado de la cancha, pintura general interior y exterior, nuevas luminarias, así como una reparación de capa de asfalto en la pista de atletismo.

## Actualidad
El Estadio ya está remodelado, por medio del Instituto Nacional de los Deportes de El Salvador, el día 8 de agosto de 2019 se entregó a la Alcaldía Municipal de Santa Ana.

## Instalaciones y capacidad
El Olímpico Oscar Alberto Quiteño tiene una capacidad para albergar a 17 500 personas cómodamente sentadas y es el tercer estadio más grande de El Salvador.
- El Estadio cuenta con las siguientes especificaciones:
- Pista olímpica para atletismo (no es una pista reglamentaria)
- 6 entradas de acceso al estadio.
- 5 taquillas disponibles para la venta de boletos.
- Cuenta con buen drenaje.
- 2 camerinos para equipo local y visitante
- Una Tribuna Alta
- Sistema de sonido interno movible
- Cabinas para la radio y televisión.
- 4 torres de alumbrado a cada lado, oriente y poniente. Cada torre cuenta con 2 líneas de 6 faneles y 28 halógenas para un total de 40 por torre.
- Parqueo propio para 150 vehículos.

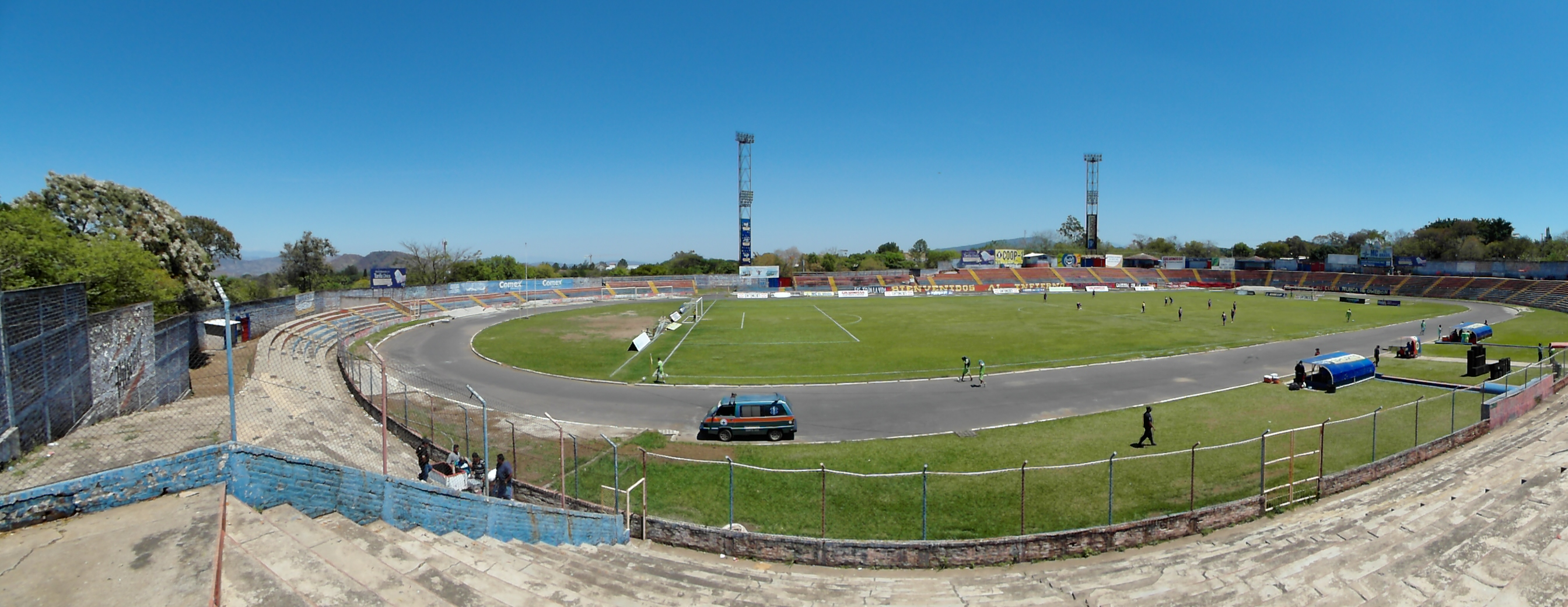
Panorámica del Estadio Oscar Alberto Quiteño

| Localidad     | Capacidad según Alcaldía de Santa Ana |
| ------------- | ------------------------------------- |
| General (SOL) | 8000                                  |
| Sector Norte  | 1500                                  |
| Sector Sur    | 2700                                  |
| Tribuna baja  | 4800                                  |
| Tribuna Alta  | 500                                   |
| TOTAL         | 17 500                                |

## Remodelación[4]
La remodelación fue lo siguiente:
- Engramillado nuevo e incluirá un nuevo sistema de drenajes.

- Nueva torre de iluminación (ya que la torre se había caído debido a una tormenta eléctrica).

- Un sistema de riego automático (similar a los estadios de Europa y Estados Unidos).

- Mejoramiento de Estacionamiento.

- Mejoramiento de la pintura del estadio.